# Муромцевское сельское поселение
Му́ромцевское се́льское поселе́ние — муниципальное образование в Судогодском муниципальном районе Владимирской области России.
Административный центр — посёлок Муромцево.

## География
Территория сельского поселения расположена к юго-востоку от Судогды.

## История
По состоянию на 1 января 1940 года Муромцевский сельсовета входил в состав Судогодского района. В 1959 году в состав Муромцевского сельсовета передана территория упраздненного Алферовского сельсовета.
В 1963—1965 годах сельсовет входил в состав Владимирского сельского района.
Муромцевское сельское поселение образовано 13 мая 2005 года в соответствии с Законом Владимирской области № 60-ОЗ. В его состав вошли территории бывших Беговского и Муромцевского сельсоветов.

## Население
| 2010  | 2011  | 2012  | 2013  | 2014  | 2015  | 2016  | 2017  | 2018  |
| ----- | ----- | ----- | ----- | ----- | ----- | ----- | ----- | ----- |
| 4952  | ↘4941 | ↗4962 | ↘4921 | ↘4917 | ↘4825 | ↘4742 | ↘4709 | ↘4655 |
| 2019  | 2020  | 2021  |       |       |       |       |       |       |
| ↘4620 | ↘4572 | ↘3841 |       |       |       |       |       |       |

## Состав сельского поселения
В состав поселения входит 29 населённых пункта:
| №  | Населённый пункт  | Тип населённого пункта          | Население |
| -- | ----------------- | ------------------------------- | --------- |
| 1  | Алфёрово          | деревня                         | ↗43       |
| 2  | Афонино           | деревня                         | ↘30       |
| 3  | Башево            | деревня                         | ↘12       |
| 4  | Бег               | посёлок                         | ↘340      |
| 5  | Бережки           | деревня                         | ↘13       |
| 6  | Вольная Артёмовка | деревня                         | ↘152      |
| 7  | Горки             | деревня                         | ↘96       |
| 8  | Данильцево        | деревня                         | ↘8        |
| 9  | Дворишнево        | деревня                         | ↗41       |
| 10 | Дубёнки           | деревня                         | ↘17       |
| 11 | Жуковка           | деревня                         | ↘13       |
| 12 | Заястребье        | село                            | ↗30       |
| 13 | Клавдино          | деревня                         | →0        |
| 14 | Коростелиха       | деревня                         | ↗6        |
| 15 | Костино           | деревня                         | ↘6        |
| 16 | Кудрявцево        | деревня                         | ↘2        |
| 17 | Медведцево        | деревня                         | ↘0        |
| 18 | Муромцево         | посёлок, административный центр | ↘2673     |
| 19 | Овсяниково        | деревня                         | ↘22       |
| 20 | Передел           | деревня                         | ↗35       |
| 21 | Передел           | посёлок                         | ↘125      |
| 22 | Прокунино         | деревня                         | ↘22       |
| 23 | Рагузино          | деревня                         | ↘8        |
| 24 | Райки             | деревня                         | ↘7        |
| 25 | Сорокино          | деревня                         | ↘0        |
| 26 | Стёпаново         | деревня                         | ↘100      |
| 27 | Степачёво         | деревня                         | ↗3        |
| 28 | Травинино         | деревня                         | ↘37       |
| 29 | Ушаково           | деревня                         | ↘0        |